# 1071
Il 1071 (MLXXI in numeri romani) è un anno  dell'XI secolo.

## Eventi
- 15 aprile - i Normanni espugnano Bari, ultimo caposaldo dell'Impero bizantino in Italia
- 26 agosto - Impero bizantino: il sultano selgiuchide Alp Arslan infligge a Manzicerta/Manzikert una gravissima sconfitta all'esercito bizantino dell'Imperatore Romano IV Diogene. L'Anatolia viene annessa all'impero selgiuchide
- I Turchi sconfiggono gli Arabi ed espugnano Gerusalemme

## Nati
- 22 ottobre - Guglielmo IX d'Aquitania, trovatore, duca e conte//--> francese († 1127)
- Ugo di La Certa, monaco cristiano francese († 1157)

## Morti
- 26 gennaio - Adelaide di Eilenburg, nobile tedesca
- 17 febbraio - Frozza Orseolo, nobildonna italiana (n. 1015)
- 20 febbraio - William FitzOsbern, I conte di Hereford, nobile e cavaliere medievale normanno
- 22 febbraio - Arnolfo III di Fiandra, conte
- 23 agosto - Guido da Velate, arcivescovo cattolico italiano
- 16 ottobre - Almodis de La Marche, nobile
- 2 dicembre - Ibn 'Abd al-Barr, giurista arabo (n. 978)
- Attone dei Marsi, vescovo italiano (n. 1034)
- Domenico I Contarini, doge
- Edwin, conte di Mercia, nobile anglosassone
- Goffredo d'Altavilla, condottiero normanno
- William Malet, politico normanno
- Nuno II Mendes, militare spagnolo
- Æthelwine, vescovo cattolico inglese

## Calendario
| Calendario 1071 | Calendario 1071 | Calendario 1071 | Calendario 1071 | Calendario 1071 | Calendario 1071 | Calendario 1071 | Calendario 1071 | Calendario 1071 | Calendario 1071 | Calendario 1071 | Calendario 1071 | Calendario 1071 | Calendario 1071 | Calendario 1071 | Calendario 1071 | Calendario 1071 | Calendario 1071 | Calendario 1071 | Calendario 1071 | Calendario 1071 | Calendario 1071 | Calendario 1071 | Calendario 1071 | Calendario 1071 | Calendario 1071 | Calendario 1071 | Calendario 1071 | Calendario 1071 | Calendario 1071 | Calendario 1071 | Calendario 1071 | Calendario 1071 |
| --------------- | --------------- | --------------- | --------------- | --------------- | --------------- | --------------- | --------------- | --------------- | --------------- | --------------- | --------------- | --------------- | --------------- | --------------- | --------------- | --------------- | --------------- | --------------- | --------------- | --------------- | --------------- | --------------- | --------------- | --------------- | --------------- | --------------- | --------------- | --------------- | --------------- | --------------- | --------------- | --------------- |
|                 | 1               | 2               | 3               | 4               | 5               | 6               | 7               | 8               | 9               | 10              | 11              | 12              | 13              | 14              | 15              | 16              | 17              | 18              | 19              | 20              | 21              | 22              | 23              | 24              | 25              | 26              | 27              | 28              | 29              | 30              | 31              |                 |
| Gennaio         | Sa              | Do              | Lu              | Ma              | Me              | Gi              | Ve              | Sa              | Do              | Lu              | Ma              | Me              | Gi              | Ve              | Sa              | Do              | Lu              | Ma              | Me              | Gi              | Ve              | Sa              | Do              | Lu              | Ma              | Me              | Gi              | Ve              | Sa              | Do              | Lu              |                 |
| Febbraio        | Ma              | Me              | Gi              | Ve              | Sa              | Do              | Lu              | Ma              | Me              | Gi              | Ve              | Sa              | Do              | Lu              | Ma              | Me              | Gi              | Ve              | Sa              | Do              | Lu              | Ma              | Me              | Gi              | Ve              | Sa              | Do              | Lu              |                 |                 |                 |                 |
| Marzo           | Ma              | Me              | Gi              | Ve              | Sa              | Do              | Lu              | Ma              | Me              | Gi              | Ve              | Sa              | Do              | Lu              | Ma              | Me              | Gi              | Ve              | Sa              | Do              | Lu              | Ma              | Me              | Gi              | Ve              | Sa              | Do              | Lu              | Ma              | Me              | Gi              |                 |
| Aprile          | Ve              | Sa              | Do              | Lu              | Ma              | Me              | Gi              | Ve              | Sa              | Do              | Lu              | Ma              | Me              | Gi              | Ve              | Sa              | Do              | Lu              | Ma              | Me              | Gi              | Ve              | Sa              | Do              | Lu              | Ma              | Me              | Gi              | Ve              | Sa              |                 |                 |
| Maggio          | Do              | Lu              | Ma              | Me              | Gi              | Ve              | Sa              | Do              | Lu              | Ma              | Me              | Gi              | Ve              | Sa              | Do              | Lu              | Ma              | Me              | Gi              | Ve              | Sa              | Do              | Lu              | Ma              | Me              | Gi              | Ve              | Sa              | Do              | Lu              | Ma              |                 |
| Giugno          | Me              | Gi              | Ve              | Sa              | Do              | Lu              | Ma              | Me              | Gi              | Ve              | Sa              | Do              | Lu              | Ma              | Me              | Gi              | Ve              | Sa              | Do              | Lu              | Ma              | Me              | Gi              | Ve              | Sa              | Do              | Lu              | Ma              | Me              | Gi              |                 |                 |
| Luglio          | Ve              | Sa              | Do              | Lu              | Ma              | Me              | Gi              | Ve              | Sa              | Do              | Lu              | Ma              | Me              | Gi              | Ve              | Sa              | Do              | Lu              | Ma              | Me              | Gi              | Ve              | Sa              | Do              | Lu              | Ma              | Me              | Gi              | Ve              | Sa              | Do              |                 |
| Agosto          | Lu              | Ma              | Me              | Gi              | Ve              | Sa              | Do              | Lu              | Ma              | Me              | Gi              | Ve              | Sa              | Do              | Lu              | Ma              | Me              | Gi              | Ve              | Sa              | Do              | Lu              | Ma              | Me              | Gi              | Ve              | Sa              | Do              | Lu              | Ma              | Me              |                 |
| Settembre       | Gi              | Ve              | Sa              | Do              | Lu              | Ma              | Me              | Gi              | Ve              | Sa              | Do              | Lu              | Ma              | Me              | Gi              | Ve              | Sa              | Do              | Lu              | Ma              | Me              | Gi              | Ve              | Sa              | Do              | Lu              | Ma              | Me              | Gi              | Ve              |                 |                 |
| Ottobre         | Sa              | Do              | Lu              | Ma              | Me              | Gi              | Ve              | Sa              | Do              | Lu              | Ma              | Me              | Gi              | Ve              | Sa              | Do              | Lu              | Ma              | Me              | Gi              | Ve              | Sa              | Do              | Lu              | Ma              | Me              | Gi              | Ve              | Sa              | Do              | Lu              |                 |
| Novembre        | Ma              | Me              | Gi              | Ve              | Sa              | Do              | Lu              | Ma              | Me              | Gi              | Ve              | Sa              | Do              | Lu              | Ma              | Me              | Gi              | Ve              | Sa              | Do              | Lu              | Ma              | Me              | Gi              | Ve              | Sa              | Do              | Lu              | Ma              | Me              |                 |                 |
| Dicembre        | Gi              | Ve              | Sa              | Do              | Lu              | Ma              | Me              | Gi              | Ve              | Sa              | Do              | Lu              | Ma              | Me              | Gi              | Ve              | Sa              | Do              | Lu              | Ma              | Me              | Gi              | Ve              | Sa              | Do              | Lu              | Ma              | Me              | Gi              | Ve              | Sa              |                 |